# حش كوكب
حُشّ كوكب مكان في المدينة المنورة كان شرقي البقيع قيل أنه قد دفن فيه عثمان بن عفان بعد مقتله.
قال الحافظ ابن عبد البر: «كوكب: رجل من الأنصار والحش: البستان. وكان عثمان رضي الله عنه قد اشتراه وزاده في البقيع، فكان أول من دفن فيه وحمل على لوح سراً»